# Исо (Италия)
 Тази статия е за селото в Северна Италия.  За музикалния термин вижте Исо.  За абревиатурата ISO вижте Международна организация по стандартизация.
Ѝсо (на италиански: Isso; на ломбардски: Iss, Ис) е село и община в Северна Италия, провинция Бергамо, регион Ломбардия. Разположено е на 104 m надморска височина. Населението на общината е 637 души (към 2017 г.).